# 496

## Събития
- Франкският крал Хлодвиг I става първият германски крал приел християнството

## Родени
- Амалазунта, кралица на остготите (526 – 535), (убита † 30 април 535), дъщеря на Теодорих Велики.

## Починали
- Геласий I, римски папа